# Fumiyo Fujiyoshi
Fumiyo Fujiyoshi (藤吉文世 Fujiyoshi Fumiyo) is een fictief persoon uit de film Battle Royale. Ze werd gespeeld door actrice Aki Inoue.

## Voor Battle Royale
Fumiyo was een leerling van de fictieve Shiroiwa Junior High School. Ze was een derdeklasser op deze school. Niet veel is bekend over Fumiyo. In een flasback scène in de film trekt ze op met Mayumi Tendo en Yoshimi Yahagi. Ze pesten Noriko Nakagawa door haar op te sluiten op een toilet op school. Ze schelden haar uit.
Fumiyo trekt verder op met Yukie Utsumi en was Yutaka Seto verliefd op haar. Echter, dit maakte hij nooit openbaar. Op de Franse DVD wordt bekendgemaakt dat Fumiyo de assistent van de verpleegster was.

## Battle Royale
Toen de instructies voor het spel werd voorgelezen, betrapte de leraar haar fluisterend met Yukie Utsumi. Hij werd pissig en gooide een mes naar het meisje. Deze belandde in haar voorhoofd, waarna ze onmiddellijk overleed. In de manga valt ze met haar hoofd in een plas bloed op Yukie's tafel.
In de film betrapte de leraar Yoji Kuramoto er eerder op te praten met Yoshimi Yahagi. Hierdoor gooide hij een stuk krijt naar Yoji. Toen Fumiyo dit deed was hij het zat en vermoordde hij haar. Met hetzelfde mes steekt hij later Yoshitoki Kuninobu neer.
Yutaka Seto en Shinji Mimura rouwen erg om de dood van Fumiyo. De bom die ze maken noemen ze dan ook "Fumiyo's Revenge" (Fumiyo's Wraak).